# 瓦納卡湖
44°30′S 169°08′E / 44.500°S 169.133°E

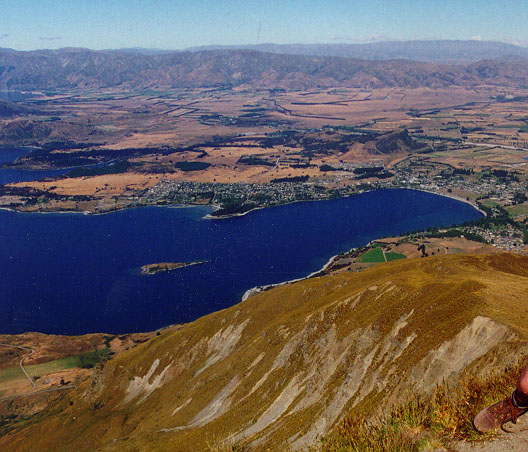

瓦納卡湖(Wanaka Lake)是新西蘭南島的湖泊，由奧塔哥大區負責管轄，長42公里、寬10公里，面積192平方公里，是該國第四大湖泊，海拔高度300米，平均水深300米，為該國第一長河克魯薩河的上游源頭，是冰河消退所融化而成的湖泊。

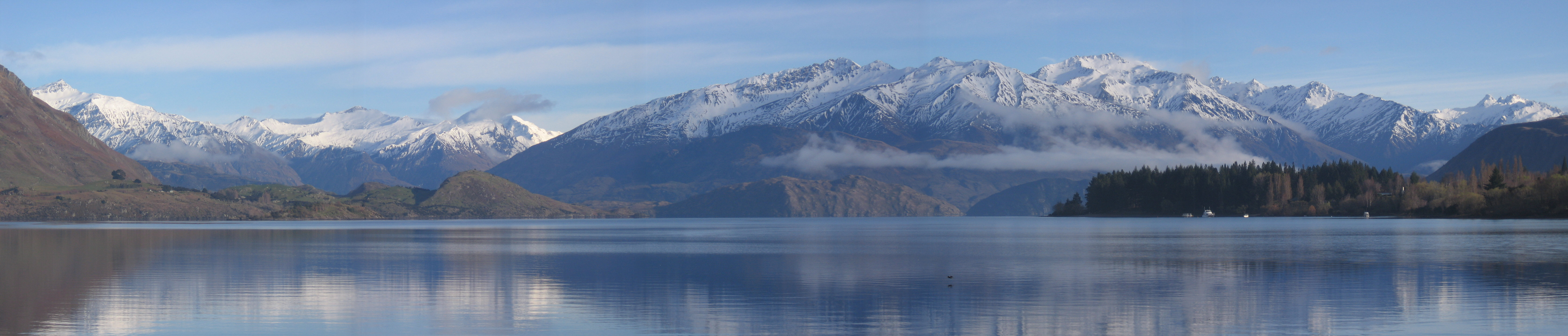